# Кућа Кнежевић Милана
Кућа Кнежевић Милана је грађевина која се налази у Манђелосу, под заштитом је Завода за заштиту споменика културе Сремска Митровица. С обзиром да представља значајну историјску грађевину, проглашена је непокретним културним добром Републике Србије.

## Историја
Кућа Кнежевић Милана је представник старије планинске сремске куће. Са уличне стране има каменом озидани подрум са масивним храстовим гредама. Грађена је од ћерпича и постављена на храстове темењаче. Целом дужином се пружа дрвени трем,до кога се прилази степеницама од опеке. Греде и таванице су такође од храстовине. У кухињу се улази кроз храстова врата, у њој је сачуван отворени димњак. Из кухиње се улази у предњу собу у којој се налази стара декоративна тучана фуруна која се ложила из кухиње. До улице су два двокрила прозора, а у задњу собу се улази из трема. Кућа је покривена бибер црепом, са уличне стране се налази масивна зидана ограда са лименом капијом. Кућа је срушена. У централни регистар је уписан 27. децембра 1999. под бројем СК 1581, а у регистар Завода за заштиту споменика културе Сремска Митровица 6. децембра 1999. под бројем СК 144.